# Oonops itascus
Oonops itascus là một loài nhện trong họ Oonopidae.
Loài này thuộc chi Oonops. Oonops itascus được Arthur M. Chickering miêu tả năm 1970.